# 黒木克昌
黒木 克昌（くろき かつまさ、1973年1月9日 - ）は、日本の男性元プロレスラー、空手家（大道塾空道参段）。東京都江東区出身。血液型AB型。
一般には闘龍門JAPAN及びDRAGON GATE所属時のリングネームはマグナムTOKYO（マグナムトーキョー）として知られてミスター・エゴイスト（正規軍時代はミスター・バイアグラ）、踊る銃弾戦士などと称された。ギミック上のモチーフになっているのはAV男優やストリッパー。ダンスをしつつ観客が、お札を黒木のコスチュームに挟む入場シーンが有名であった。マグナムTOKYOのリングネームはAV男優のマグナム北斗が由来。

## 経歴

### プロレス

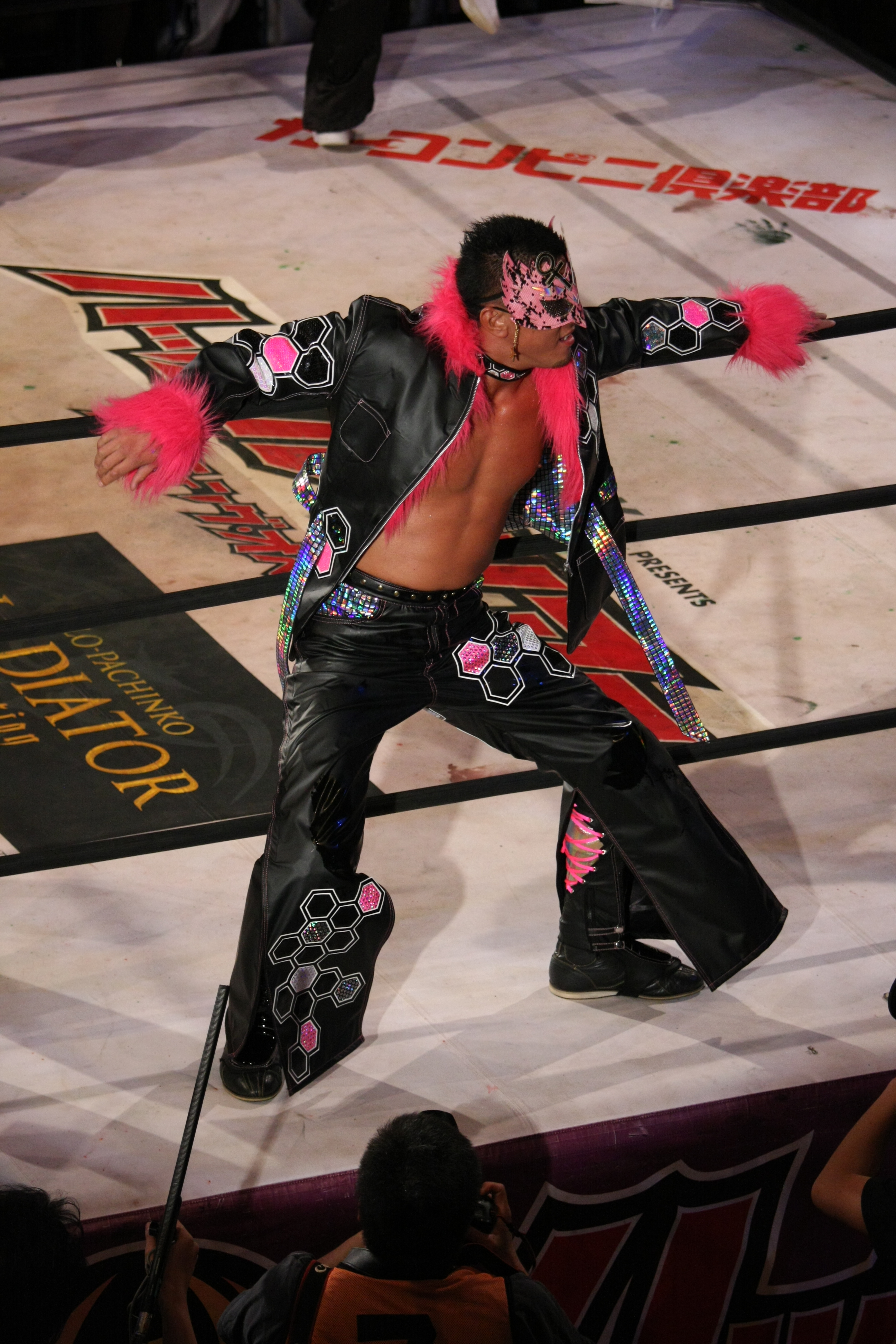
マグナムTOKYO

プロレス入り前は父の会社でサラリーマンとして働いていたが、ウルティモ・ドラゴンに憧れておりウルティモが当時所属していたWARに頻繁に出入りする（ウルティモ曰く、「勝手に入ってきた」らしい）。この頃からウルティモに何度も弟子入りを懇願していたが拒否され続ける。しかし、遂に弟子入りを認められて闘龍門の1期生として入門。同期の大島伸彦（現：CIMA）、諏訪高広（現：SUWA）、藤井達樹（現：ドン・フジイ）らと共にメキシコへ渡り、1997年5月11日にアレナ・ナウカルパンで大島を相手にプロレスラーデビューを果たす。その後、メキシコのインディー団体や、みちのくプロレスを経由し1998年にはアメリカのメジャー団体であったWCWに参戦。同じダンサーであるギミックとして活躍していたディスコ・インフェルノとアレックス・ライトのタッグチーム「ダンシング・フールズ」に無理やり加入するも邪険にされてしまい、常に試合前にリングから追い出されるか試合に出場しても秒殺されるかという損な役割を担っていた。闘龍門JAPANが設立されると、日本へ凱旋帰国を果たす。旗揚げ戦でマグナムは試合後、「夢を捨てなければ鞄持ちからでもプロレスラーになれます!!」と発言した。以降はCIMAと並ぶ団体の二枚看板として活躍する。長らく正規軍のリーダーを務めていた。
2002年にM2Kを脱退した望月成晃が正規軍と共闘すると、マグナムもこれに反発する。同時にM2Kのメンバーから勝手に入場時にバックダンサーを務められるなど、執拗な勧誘を受け、その2代目リーダーに就任しヒールに転向した。「ミスター・バイアグラ」というニックネームが「ミスター・エゴイスト」へと変化し、マグナムも相手に対してツバを吐くなど、傍若無人なファイトを展開するようになる。ユニットがDo FIXERに発展してからもマグナムはそのリーダーを続けるが、2003年にCIMAからUDG選手権王座を奪取したあたりから、徐々に自身・ユニット共ベビーフェイス化が進むと、王座陥落後は「自分探しの旅に出る」と告げて欠場した。後、みちのくプロレスの新崎人生と共にお遍路さんの格好をして四国を回った。
2004年、団体がDRAGON GATEとして闘龍門から独立し、これに追随、統括本部長を兼任。
2005年、Do FIXERリーダーの座を斎藤了に譲り、自らは兄弟ユニットPos.HEARTSをプロデュースしたり天龍と十番勝負を行った。初期の頃は比較的引き締まった体でタイツのみの格好だったが、統括本部長となったあたりから徐々に体を隠すような格好となっていった。
2006年、マグナムはWARに縁のあるメンバーを集め、ルネッサンスを結成。IJタッグ王者決定トーナメントに望月と出場するも、準決勝でCIMAの逆水平チョップを受けて眼窩底を骨折。試合に勝利したが、決勝戦はドン・フジイを代打に送り欠場した。それに伴い、天龍との龍魂十番勝負はマグナムの二勝三敗で終了し、残りの試合は他のルネッサンスメンバーが引き継ぐ形となり継続していくことになった（結果は天龍の全勝）。マグナム自身も眼窩底骨折と体調不良で長期欠場余儀なくされ、その理由から団体に退団を申し入れていた。マグナムは2007年4月9日に記者会見でDRAGON GATEを退団し、他団体への参戦等は行なわず「限りなく引退に近い形」であると発表された。
2008年6月22日から9月12日まで、かつて所属していた大道塾への恩返しとして大道塾コロンビア支部への派遣指導員として旅立っていったことが大道塾の公式サイトにて発表された。11月20日、マグナムと縁の深い天龍が主戦場とするハッスル後楽園大会に100の顔を持つ男「アラン黒木」の名で登場して11月22日のハッスル水戸大会で約2年振りの復帰戦を行った。
2009年3月25日の後楽園ホールで、モンスターHGに一騎討ちを要求された際にマグナムTOKYOとして参戦することを発表し、4月23日の後楽園ホールにてモンスターHGを相手にマグナムTOKYOとして遂に復活。ダンサー2人を従えて3年ぶりのダンスも披露した。同年、酒類量販チェーン「なんでも酒やカクヤス」のなんでも宣伝部長として起用されている。
以降は空手に専念し、プロレス活動に関しては明確な引退宣言はされていない。
2025年1月13日の後楽園ホールでの黒潮TOKYOジャパン15周年記念興行「キングオブスタイルストロング」第2試合後に登場してハッスル時代の戦友でもある黒潮TOKYOジャパンとリング上でダンスを披露した。

### 空手
2010年1月10日、江東区東大島駅前に「大道塾江東支部 黒木道場」を開き、支部長兼師範を務める。「現代版寺子屋」を目指すと明言している。
2011年3月、大道塾開催の第1回空道南アジア選手権大会のためインド遠征。
2015年2月、大道塾江東支部の消滅に伴い大道塾から独立し「総合武道 絆會 現代護身 黒木道場」を設立、師範となる。増岡厳が顧問を務め、道場は太極拳教室、ベリーダンス教室、クリパルヨガの練習場にもなっている。
2020年現在、公式サイトが閉鎖。「黒木道場」常設道場も閉鎖となっている。

## 得意技
空手で培った蹴り技と、AV男優ばりのエゴイストな荒々しいファイトが売りである。余り知られてはいないが、ラリアットも極まれに使用していた。
AVスター・プレス
日本逆上陸当時からのマグナムのフィニッシュ技。腰と膝の悪化に伴い最近では大一番でしか出さなくなった。かつてプロテストを受ける前日にこの技を試し、肋骨を骨折したこともある。マグナムのギミックからこの名前になった。いわゆるシューティング・スター・プレス。
エゴイスト・ドライバー
コブラツイストのような状態に相手を捕獲し、そのまま自分の胸板の上を転がすようにして相手を肩に担ぎ、みちのくドライバーIIのような形で脳天から相手をマットに突き刺す。初期の頃からのフィニッシュ技で旧名はバイアグラ・ドライバーだったが、ヒールへの転向により現在の名称に改名された。
絶縁
相手をマットに座らせた状態又は両膝立ちの状態でローリング・ソバットを繰り出し、踵で思いっきり相手顔面を蹴る技。破壊力があり、この技で失神した対戦相手も多かった。
継承龍魂ラリアット
天龍とのシングルを何度か経験し、龍魂を受け継いだマグナムのラリアット。相手を引きつけながらラリアットを打ち込む。
雪崩式腰振りフランケンシュタイナー
いわゆるマグナムを象徴する技の一つ。相手をコーナーポストの上に座らせて自身はコーナーの上に立ち、相手の顔の前で腰を振ってから雪崩式のフランケンシュタイナーを繰り出す。テンションが高い時ほど、腰を振る量が増えるらしい。稀に自軍近くのコーナーに相手が上る→蹴りで撃墜→相手がコーナーに座る→スワンダイブ式雪崩式フランケンシュタイナーを決めることもあった。
絶倫エルボー・ドロップ
仰向けに倒れて居る状態の相手に自ら、バック宙して遠心力を利用して相手へ放つジャンピング・エルボー・ドロップ。
エレクト・スマッシュ
クロスアーム・ロック・ボトム。エレクト（Erect）は「勃起」の意。
ステップオーバー・トーホールド・ウィズ・フェロモン
変形STF。ウィリアム・リーガルのリーガル・ストレッチと同型。ちなみに、「フェロモン」のスペルは「Pheromone」なので略称はSTFにはならない。
ラ・ケブラーダ
場外へ向かってのムーンサルト・アタック。通常はセカンドロープに足をかけて飛ぶが、マグナムの場合は、トップロープから飛ぶため滞空時間が長い。大一番のみ使用する。
44（フォーティーフォー）
腕をとった状態でのDDT。名前の由来は44マグナムから。これでミラノコレクションA.T.の首が縮んでしまった。
ROM（ロック・オン・ミサイル）
ミサイルキックを仕掛ける際に相手を指差して照準を定める。「LOCK ON」ではなく、「ROCK ON」らしい。
バズソーキック
仰向けになった相手の上半身を起こして相手の左側頭部を振り抜いた右足の甲で蹴り飛ばす。
各種キック
川崎モード
技名ではないものの、マグナムを語る上で欠かせないものとなる。由来は、2002年3月15日の川崎大会で以前よりマグナムと因縁のあったSUWAとの英連邦ジュニアヘビー級選手権試合でのときにマグナムの入場時に登場したダンサーをSUWAが襲撃（試合会場は2階建となっており、ダンサーが1階、マグナムが2階と分かれてダンスを行った。）したことにブチ切れて観客が引くほどSUWAをひたすら殴る、蹴る、パイプ椅子で叩くといったファイトでボコボコにした（試合結果はSUWAがFFFで勝利）。以来、マグナムの本気モードを語る際に「川崎モード」という言葉が使われている。一見強そうだが、なぜか勝率は悪かった。

## タイトル歴
闘龍門JAPAN
- ULTIMO DRAGON GYM王座
- 英連邦ジュニアヘビー級王座
- NWA世界ミドル級王座
- UWA世界6人タッグ王座
- ヤンクドラゴン杯優勝（1997年）
- El NUMERO UNO優勝（2002年）

## 入場曲
- TOKYO GO / ジョン・ロビンソン（1999年 - 2004年、2009年 - 現在使用中）
  - Do FIXERバージョンとして「BORN TO RAVE」「TO BE FREE」など、ジョンの他の楽曲をミックスしたものもある。
- Mr.EGOIST / C.G mix（2004年 - 2006年）

## エピソード
- OVA『新・北斗の拳』第3巻では、マグナムという敵キャラクターの声を担当した。また、第3巻には特典映像として黒木（マグナム）のインタビューが収録されている。